# Projekt 03182
Projekt 03182 Platforma-Arktika je třída malých zásobovacích tankerů ruského námořnictva. Plavidla mohou být nasazena v Arktidě. Mezi jejich úkoly patří přeprava kapalného i pevného nákladu a osob, sekundárně také hlídkování a mise SAR.

## Stavba
Ruské námořnictvo objednalo stavbu celkem čtyř tankerů této třídy v roce 2015. Objednávka byla zveřejněna na veletrhu International Maritime Defence Show (IMDS 2015). Plavidla navrhla loděnice JSC Zelenodolsk. Jako první byl dokončen tanker Vice-admirál Paromov, zařazený 29. května 2021 do Černomořského loďstva.
Jednotky projektu 03182:
| Jméno                | Loděnice                | Loďstvo     | Zahájení stavby | Spuštěna          | Vstup do služby | Status                                        |
| -------------------- | ----------------------- | ----------- | --------------- | ----------------- | --------------- | --------------------------------------------- |
| Michail Barskov      | Vostočnaja, Vladivostok | Pacifické   | 27. října 2015  | 27. srpna 2019    | 2022 (plán)     | ve stavbě                                     |
| Boris Averkin        | Vostočnaja, Vladivostok | Pacifické   | 6. února 2018   |                   |                 | ve stavbě                                     |
| Vice-admirál Paromov | Volga, Nižnij Novgorod  | Černomořské | 1. září 2016    | 20. prosince 2018 | 29. května 2021 | aktivní                                       |
| Valentin Rykov       | Volga, Nižnij Novgorod  | Černomořské | 10. března 2017 |                   |                 | ve stavbě, původní názvy jako Vasilij Nikitin |

## Konstrukce
Plavidlo má zpevněný trup pro operace v zaledněných oblastech Arktidy. Vydrží 0,6-0,8 m ledu. Pojme až 1350 tun nákladu. Má nádrže pro uskladnění paliva, pitné vody či splašků. Přepravuje i pevný náklad, uklasněný např. v barelech, na paletách, či standardizovaných kontejnerech. Je vybaveno přistávací plochou pro vrtulník Ka-27. Nenese hangár. Pohonný systém tvoří tři diesel-generátory, každý o výkonu 1600 kW, dva diesel-generátory po 400 kW, dva elektromotory, každý o výkonu 2175 hp a dva azipody. Dosah je 1500 námořních mil a autonomie 30 dnů.